# Hiéroglyphe égyptien A19

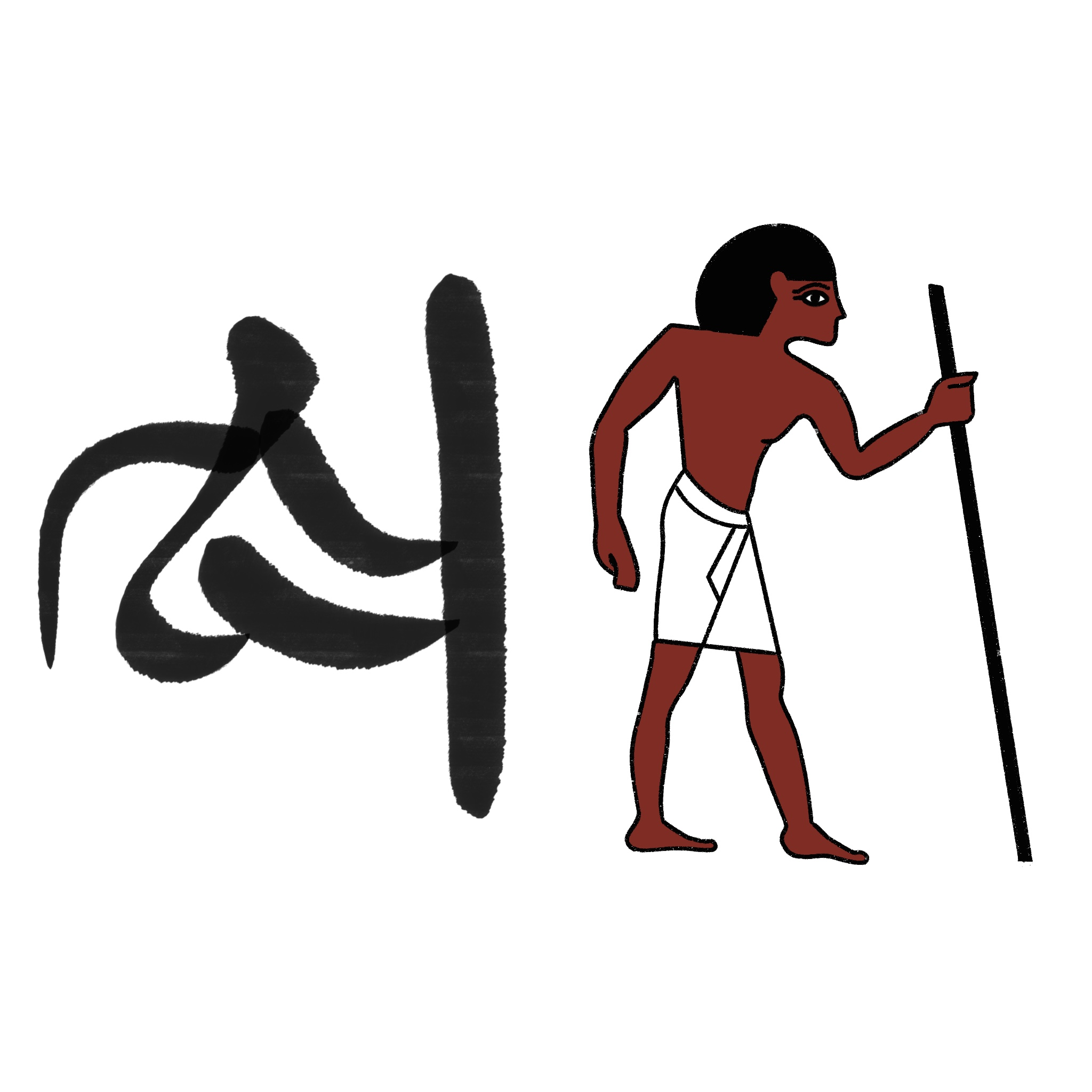
Version hiératique et hiéroglyphique

Le hiéroglyphe égyptien A19 (homme debout s'appuyant sur une canne) est classifié dans la section A « L'Homme et ses occupations » de la liste de Gardiner ; il y est noté A19.

## Représentation
Il représente un vieil homme debout, le dos courbé soutenue par une canne ou au moins s'appuyant dessus les jambes clairement fléchies. Il est translittéré jk, jȝw, smsw et wr.

## Utilisation
| C'est un phonogramme bilitère de valeur jk, complément phonétique ou |

| A19 | i | i | A1 |

| A19 | i | i | A1 |

« carrier, tailleur de pierre ».
| i | A | w | A19 |

| i | A | w | A19 |

|  |  |  |

| wr · r | A19 |

| wr · r | A19 |

signification sémantique « grand ».
C'est un déterminatif du champ lexical de la vieillesse et des termes liés à l'action de s'appuyer.
| A25 |

| A25 |

| H | A19 | A24 |

| H | A19 | A24 |

Il ne doit pas être confondu avec les hiéroglyphes :
| A20 |

| A20 |

| A21 |

| A21 |

| A21A |

| A21A |

| A22 |

| A22 |

## Exemples de mots
| S43 | A19 | A1 |

| S43 | A19 | A1 |

| A19 | i | i | A1 |

| A19 | i | i | A1 |

| i | A | i | i | t | A19 | B1 |

| i | A | i | i | t | A19 | B1 |